# 朝顔形埴輪

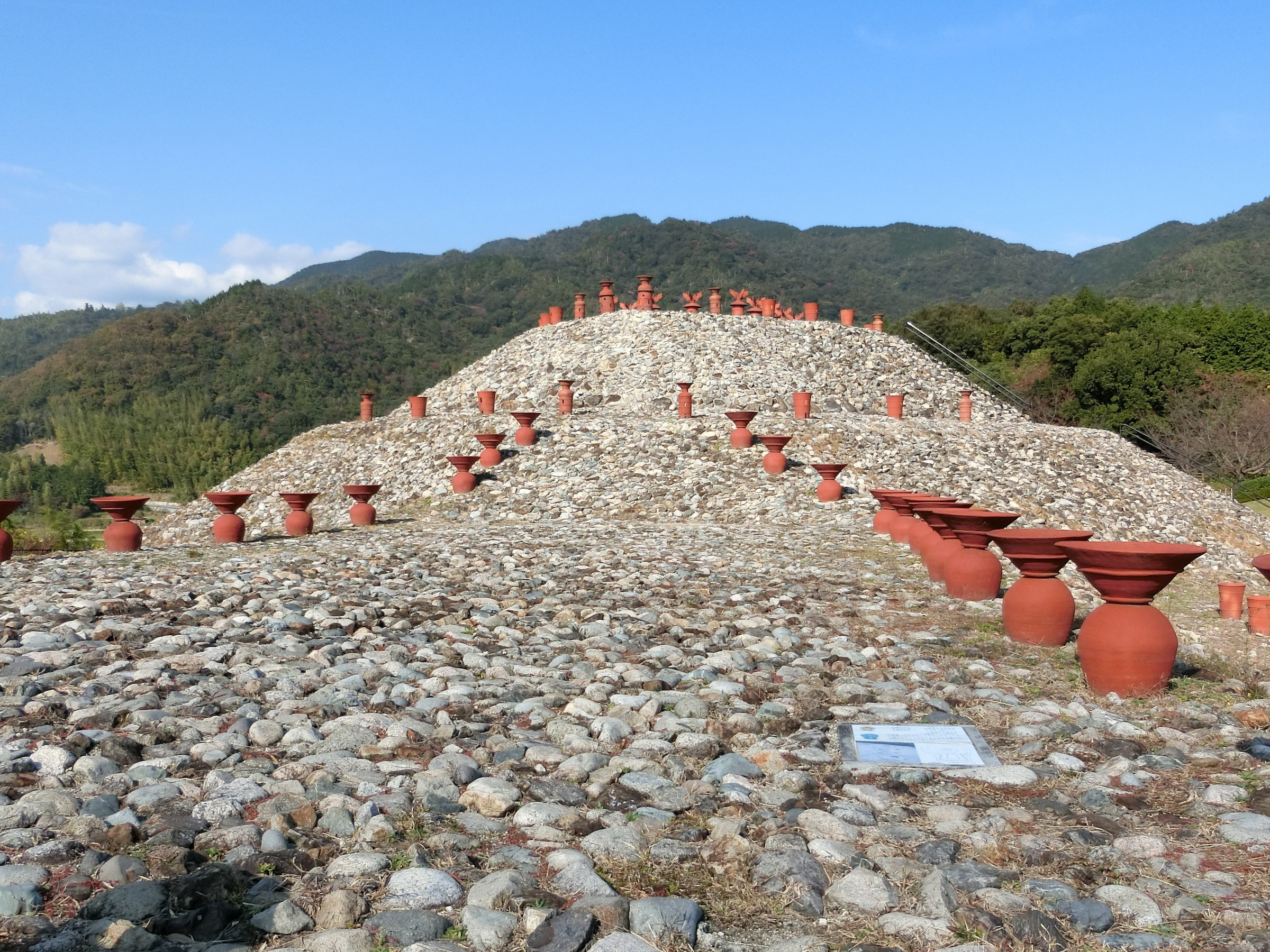
柳井茶臼山古墳に並ぶ朝顔形埴輪（山口県柳井市）

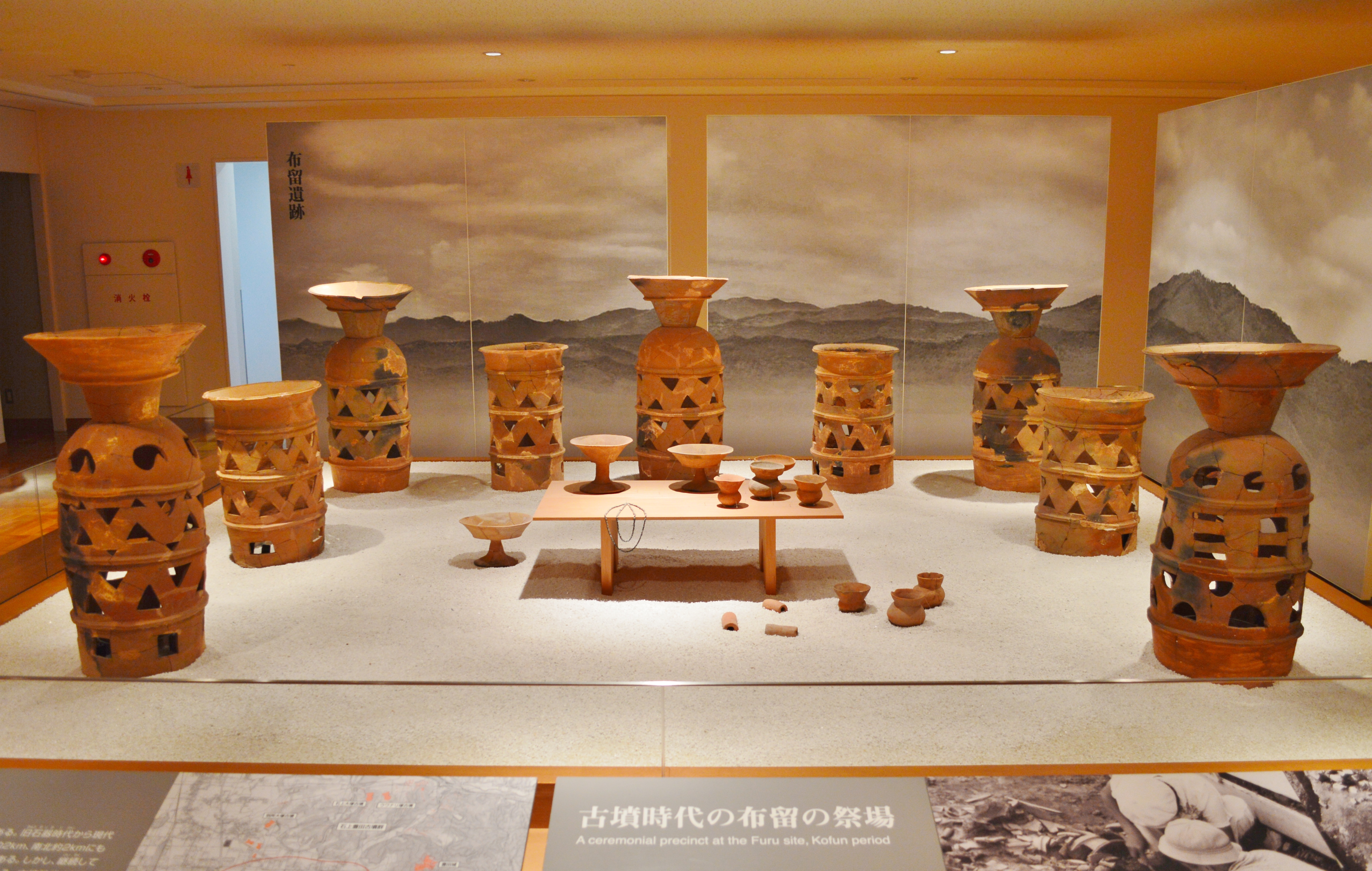
布留遺跡出土の朝顔形埴輪と円筒埴輪・土師器（天理大学附属天理参考館蔵）

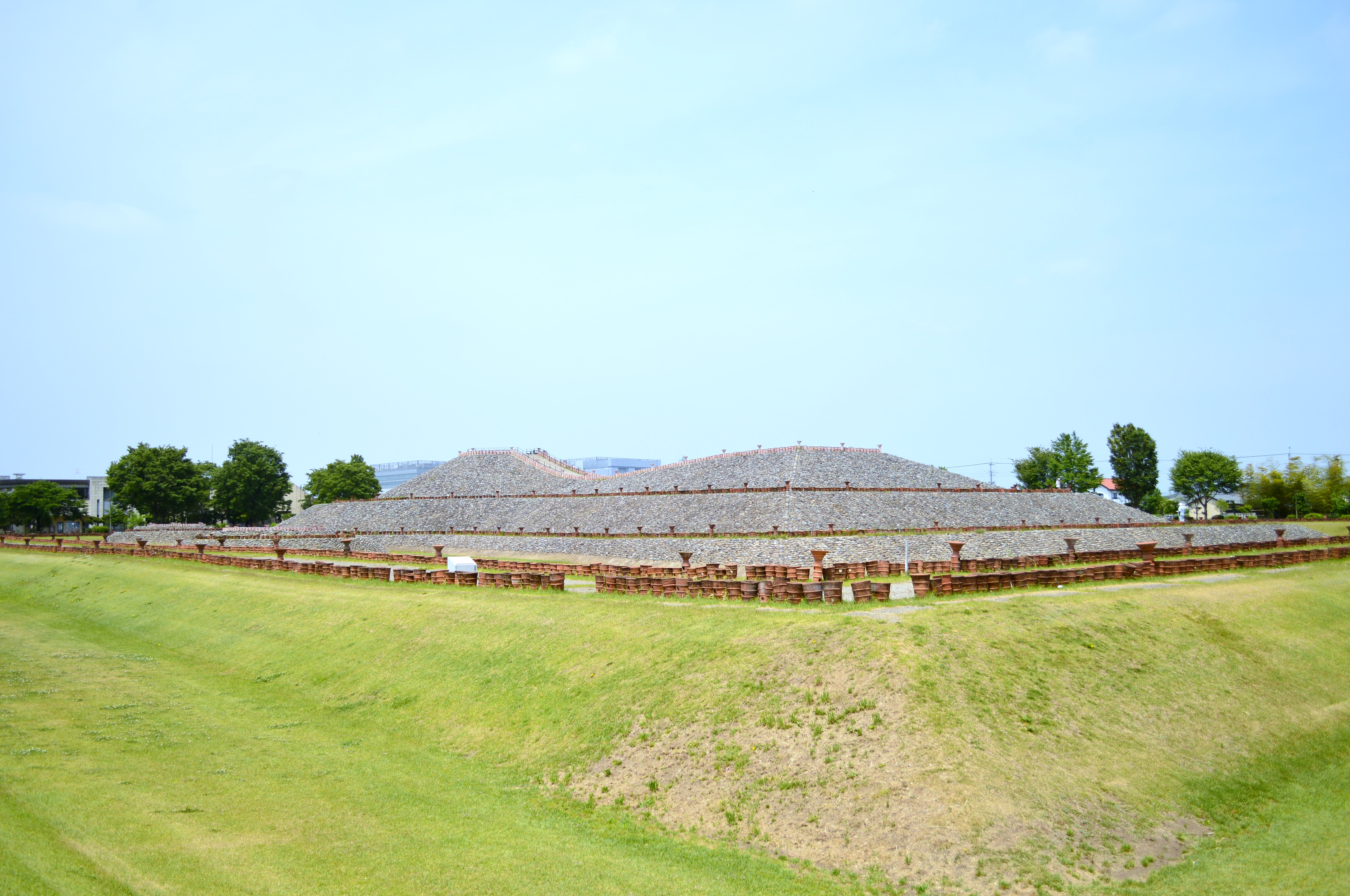
保渡田八幡塚古墳に立ち並ぶ円筒埴輪と朝顔形埴輪（群馬県高崎市）

朝顔形埴輪（あさがおがたはにわ）は古墳時代の埴輪の一種。広義の円筒埴輪に含まれる。器台の上に壺を載せた形状をしており、上部は口縁部が大きく朝顔の花が開いたようにラッパ状に広がっている。

## 概要
古墳時代の埴輪は、弥生時代後期後半（2世紀）に吉備地方（岡山県）の弥生墳丘墓で墓前祭祀に使われた、特殊器台・特殊壺がその祖型とされている。これらはその後、器台が円筒埴輪に、壺が壺形埴輪へと変化していったが、器台上部に壺を載せた状態がやがて一体化して表現されるようになったものが朝顔形埴輪だと考えられている。
大きさは50～110センチメートルのものが多く、円筒部にタガ状の突帯が3～7本あることや透かし孔があることなどが円筒埴輪との共通点である。この埴輪は、3世紀の古墳では見られず4世紀頃の古墳から出現し、6世紀の埴輪の歴史が終わるまで存続した。初期の形状は壺の胴部上半が円筒からはみ出した形であるが、時代が進むと壺の頸・胴部が省略され、口縁部が円筒に直接つながる形になる。
奈良県天理市布留遺跡からの出土品が有名であるが、円筒埴輪をもつほとんどの古墳から出土しており、東は山形県・岩手県から西は鹿児島県まで広く分布している。三重県石山古墳では円筒埴輪4、5本につき1本の割合で本埴輪が配置されている。